# Armadillidium pretusi
Armadillidium pretusi là một loài chân đều trong họ Armadillidiidae. Loài này được Cruz miêu tả khoa học năm 1992.